# Gammarus crenulatus
Gammarus crenulatus is een vlokreeftensoort uit de familie van de Gammaridae. De wetenschappelijke naam van de soort is voor het eerst geldig gepubliceerd in 1977 door G.S. Karaman & Pinkster.
Mannelijke exemplaren van deze groenachtig gekleurde gammaride kunnen 16 mm groot worden. De soort komt voor in Thessalia, Griekenland waar het habitat wordt gevormd door de boven- en middenlopen van beken met een dichte onderwatervegetatie.